# Окуляри в золотій оправі
«Окуляри в золотій оправі» (італ. Gli occhiali d'oro) — фільм 1987 року, поставлений італійським кінорежисером Джуліано Монтальдо спільно з кінематографістами Італії, Франції та Югославії за романом Джорджіо Бассані.

## Сюжет
1938 рік. Провінційне італійське містечко Феррара. Доктор Фадігаті (Філіп Нуаре), літній чоловік в окулярах в золотій оправі, обожнюваний пацієнтами, інтелігентний і самотній, несподівано для себе закохується в студента-красеня, боксера-аматора Еральдо (Нікола Фаррон). Молодий цинік нахабно користується грошима і становищем доктора, своєю зухвалою поведінкою компрометуючи Фадігаті й підриваючи його доброчесну репутацію серед жителів Феррари. Давіде Латтес (Руперт Еверетт), друг Фадігаті, спостерігає його історію з Еральдо і співпереживає разом з доктором. Він, покинутий улюбленою жінкою Норою заради фашистського чиновника, зрештою стає єдиним співрозмовником зганьбленого Фадігаті, що був змушений залишити роботу.
Проте, проти цього спілкування повстає родина Латтеса, що злякалася ще більших проблем, у разі, якщо стане відомо про дружбу Давіде зі знехтуваним суспільством людиною. Фадігаті, розуміючи, що у фашистській Італії для нього немає майбутнього, в останній сцені фільму топиться в річці.

## У ролях
| • Філіп Нуаре        | … | доктор Фадігаті    |
| • Руперт Еверетт     | … | Давіде Латтес      |
| • Валерія Голіно     | … | Нора Тревес        |
| • Стефанія Сандреллі | … | синьйора Лавеццолі |
| • Нікола Фаррон      | … | Еральдо            |
| • Раде Маркович      | … | Бруно Латтес       |
| • Роберто Герліцка   | … | професор Перуджія  |
| • Івана Деспотович   | … | Карлотта           |

## Знімальна група
- Автори сценарію — Нікола Бадалукко, Антонелла Грассі, Джуліано Монтальдо, Енріко Медіолі, Валеріо Дзурліні
- Режисер-постановник — Джуліано Монтальдо
- Продюсер — Лео Пескароло
- Виконавчий продюсер — Гуїдо Де Лаурентііс
- Асоційовані продюсери — Ерік Гойманн, Стефан Сорлат
- Оператор — Армандо Наннуцці
- Композитор — Енніо Морріконе
- Монтаж — Альфредо Мускетті
- Художник-постановник — Лучано Річчері
- Художник по костюмах — Нана Чеккі
- Художник-декоратор — Бранімір Бабіч

## Звукова доріжка
Автор музики Енніо Морріконе. 
| #     | Назва                   | Тривалість |
| ----- | ----------------------- | ---------- |
| 1.    | «Gli Occhiali D'Oro»    | 3:08       |
| 2.    | «Nore E Davide»         | 3:01       |
| 3.    | «Persecuzione Storica»  | 2:00       |
| 4.    | «Tensione Sentimentale» | 2:29       |
| 5.    | «A Cena Con I Ragazzi»  | 3:28       |
| 6.    | «Gli Occhiali D'Oro»    | 3:21       |
| 7.    | «Nodi Di Nudi»          | 2:56       |
| 8.    | «Ricordo Del Ghetto»    | 3:16       |
| 9.    | «Ultimo Dialogo»        | 6:48       |
| 10.   | «In Treno»              | 1:46       |
| 11.   | «1938 La Festa»         | 2:42       |
| 33:28 |                         |            |

## Нагороди та номінації
| Список нагород та номінацій            | Список нагород та номінацій | Список нагород та номінацій                                          | Список нагород та номінацій                                   | Список нагород та номінацій | Список нагород та номінацій |
| Кінопремія                             | Дата церемонії              | Категорія                                                            | Номінант(и)                                                   | Результат                   | Дж                          |
| -------------------------------------- | --------------------------- | -------------------------------------------------------------------- | ------------------------------------------------------------- | --------------------------- | --------------------------- |
| Венеційський міжнародний кінофестиваль | 1987                        | Золотий лев                                                          | Окуляри в золотій оправі                                      | Номінація                   |                             |
| Венеційський міжнародний кінофестиваль | 1987                        | Приз Золота Озелла за найкращий дизайн костюмів та оформлення фільму | Нана Чеккі (костюми) та Лучано Річчері (художник-постановник) | Номінація                   |                             |
| Премія «Давид ді Донателло»            | 1988                        | Найкращий актор                                                      | Філіп Нуаре                                                   | Номінація                   |                             |
| Премія «Давид ді Донателло»            | 1988                        | Найкраща акторка                                                     | Валерія Голіно                                                | Номінація                   |                             |
| Премія «Давид ді Донателло»            | 1988                        | Найкращий дизайн костюмів                                            | Нана Чеккі                                                    | Номінація                   |                             |
| Премія «Давид ді Донателло»            | 1988                        | Найкраща музика                                                      | Енніо Морріконе                                               | Перемога                    |                             |
| Премія «Срібна стрічка»                | 1988                        | Найкраща робота художника-постановника                               | Лучано Річчері                                                | Номінація                   |                             |